# Konradów (Wałbrzych)

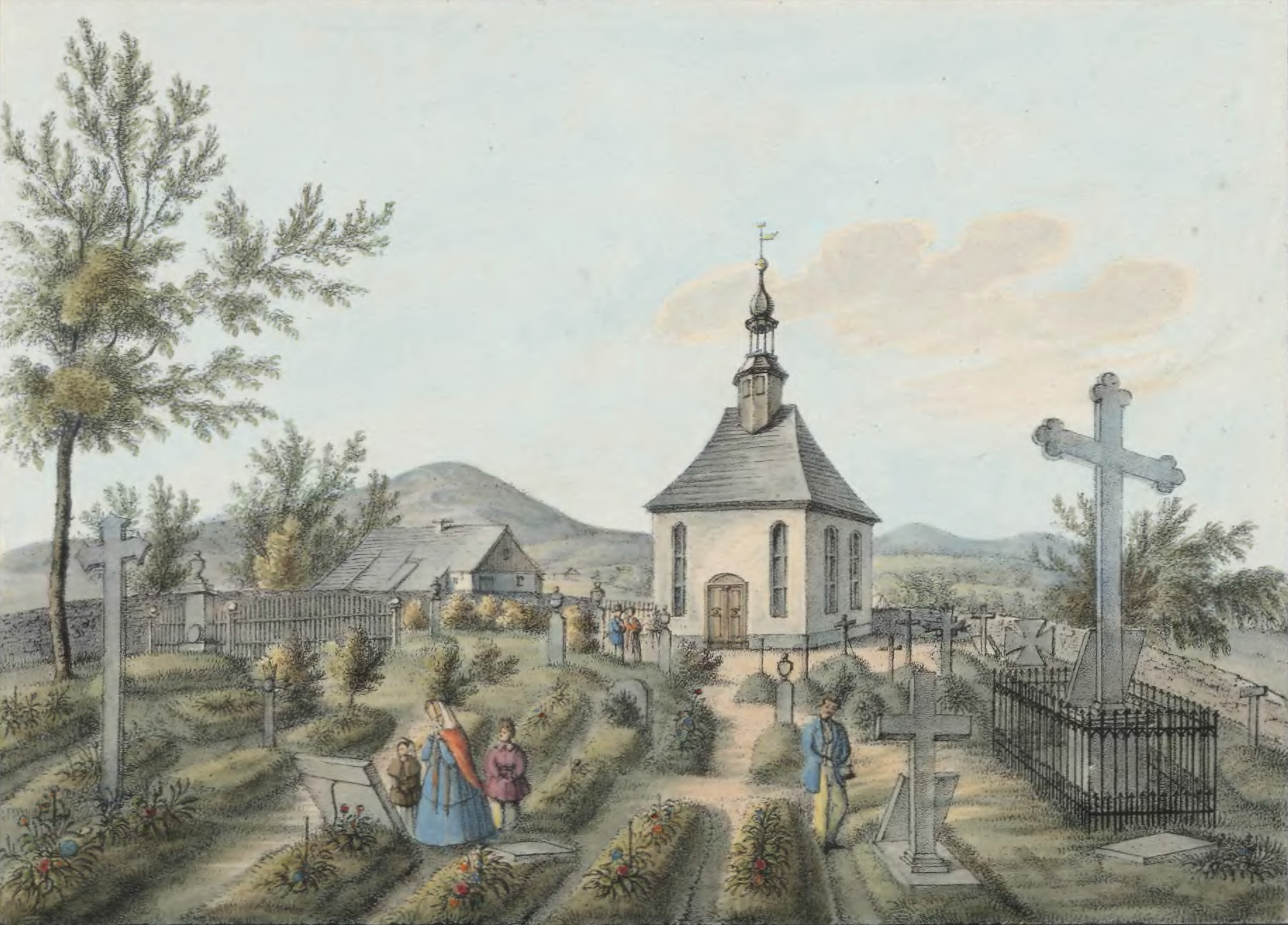
Die Kirche von Konradsthal im 19. Jahrhundert

Konradów (deutsch Konradsthal; auch Conradsthal) ist ein Stadtteil der Großstadt Wałbrzych (deutsch Waldenburg) in der   polnischen Woiwodschaft Niederschlesien.

## Geographische Lage
Die Ortschaft liegt in Niederschlesien im Waldenburger Bergland am nordwestlichen Stadtrand von Wałbrzych. Nachbarorte sind Struga im Norden, Szczawno-Zdrój und Szczawienko im Nordosten, Stary Zdrój im Osten, Biały Kamień im Süden, Jabłów im Westen und Lubomin im Nordwesten.

## Geschichte
Konradsthal gehörte zum Waldenburger Steinkohlerevier und war zunächst eine Kolonie von Weißstein, 1753 wurde es selbständige Gemeinde, und für das Jahr 1782 ist eine evangelische Schule belegt. Der 1795 angelegte evangelische Friedhof erhielt 1817 eine kleine Kapelle. Nach der Neugliederung Preußens gehörte Konradsthal seit 1815 zur Provinz Schlesien und war ab 1818 dem Landkreis Waldenburg eingegliedert, mit dem es bis 1945 verbunden blieb. 1818 bestand Konradsthal aus 255 Einwohnern, 1840 waren es 388. Seit 1874 gehörte Konradsthal zusammen mit Hartau, Neu Salzbrunn und Ober Salzbrunn sowie dem Gutsbezirk Hartau zum Amtsbezirk Salzbrunn. Im selben Jahr erhielt es Eisenbahnanschluss an der Strecke Bahnstrecke Waldenburg–Halbstadt, die 1914 elektrifiziert wurde. 1925 wurden 868 Einwohner gezählt. Zusammen mit Hartau wurde Konradsthal 1935 nach Weißstein eingemeindet.
Als Folge des Zweiten Weltkriegs fiel Konradsthal 1945 wie fast ganz Schlesien an Polen und wurde in Konradów umbenannt. Die deutsche Bevölkerung wurde, soweit sie nicht schon vorher geflüchtet war, zum größten Teil vertrieben. Die neuen Bewohner waren zum Teil Heimatvertriebene aus Ostpolen. Nachdem Konradów zunächst wieder eine selbständige Gemeinde war, erfolgte 1958 die Eingemeindung in die Stadt Wałbrzych, mit der es seither seine weitere Geschichte teilt.

## Persönlichkeiten
- Fritz Runge (1901–1990), deutscher Politiker der SPD
- Hermann Runge (1902–1975), deutscher Politiker der SPD